# Tolleson
Tolleson és una població dels Estats Units a l'estat d'Arizona. Segons el cens del 2007 tenia 7.078 habitants.

## Demografia
Segons el cens del 2000, Tolleson tenia 4.974 habitants, 1.432 habitatges, i 1.151 famílies La densitat de població era de 345,4 habitants/km².
Dels 1.432 habitatges en un 39,3% hi vivien nens de menys de 18 anys, en un 52,7% hi vivien parelles casades, en un 19,8% dones solteres, i en un 19,6% no eren unitats familiars. En el 15,9% dels habitatges hi vivien persones soles el 7,1% de les quals corresponia a persones de 65 anys o més que vivien soles. El nombre mitjà de persones vivint en cada habitatge era de 3,47 i el nombre mitjà de persones que vivien en cada família era de 3,83.
Per edats la població es repartia de la següent manera: un 32,4% tenia menys de 18 anys, un 10,9% entre 18 i 24, un 27,4% entre 25 i 44, un 19,4% de 45 a 60 i un 9,8% 65 anys o més.
L'edat mediana era de 29 anys. Per cada 100 dones de 18 o més anys hi havia 100,8 homes.
La renda mediana per habitatge era de 38.773 $ i la renda mediana per família de 43.894 $. Els homes tenien una renda mediana de 26.934 $ mentre que les dones 23.511 $. La renda per capita de la població era de 13.747 $. Aproximadament el 9,9% de les famílies i el 13,7% de la població estaven per davall del llindar de pobresa.

## Poblacions més properes
El següent diagrama mostra les poblacions més properes.